# Chañarmuyo
Chañarmuyo es una localidad del Departamento Famatina, en el norte de la provincia de La Rioja, Argentina.
Se encuentra en cercanías de la Ruta provincial N.º 39, que une las localidades de Campanas y Pituil.
La localidad cuenta con centro primario de atención en salud, una escuela de carácter rural, un museo arqueológico municipal y la pequeña iglesia del Rosario, que alberga una imagen traída a principios del siglo XVII.
En el año 2014, el nombre "Valle de Chañarmuyo" fue reconocido como indicación geográfica por el Instituto Nacional de Vitivinicultura, en función de las especiales características del lugar para la producción de uvas con destino a la elaboración de vinos finos.

## Toponimia
La localidad debe su nombre a la expresión en lengua cacán que significaría "chañares a la redonda", en alusión a la presencia de este árbol en la zona. Otra interpretación sugiere que la expresión significa "chañar redondo" en referencia a la forma de la copa de uno o varios árboles. También puede deberse a la lengua originaria de la zona donde el término "muyo" significa "lugar lleno de". Por ende se entiende que es un lugar rodeado o con muchos Chañares.

## Población
Cuenta con 268 habitantes (Indec, 2010), lo que representa un incremento del 6,3% frente a los 252 habitantes (Indec, 2001) del censo anterior.
| Gráfica de evolución demográfica de Chañarmuyo entre 1991 y 2010 |
|                                                                  |
| Fuente: Censos nacionales del INDEC                              |

## Sitios de interés turístico
Chañarmuyo tiene potencial para el desarrollo de servicios turísticos, los que están impulsados por un emprendimiento hotelero asociado a una bodega, de reciente creación.
- Dique de Chañarmuyo: Es un espejo de agua de aproximadamente 120 ha de superficie, donde se practica la pesca del pejerrey, además de ser un punto de interés recreativo y paisajístico. La costa del dique tiene arboleda, senderos e incipientes servicios para el turista.[11]

- Sitio arqueológico La Parrilla: Están ubicadas a escasa distancia del dique de Chañarmuyo. El conjunto estudiado hasta el presente incluye unos 300 recintos pertenecientes a la cultura de la aguada.[12]

## Sismicidad
La sismicidad de la región de La Rioja es frecuente y de intensidad baja, y un silencio sísmico de terremotos medios a graves cada 30 años en áreas aleatorias.

### Página web del emprendimiento hotelero de Chañarmuyo
https://www.facebook.com/Chanarmuyo
- Datos: Q5088707